# سعرات حرارية فارغة

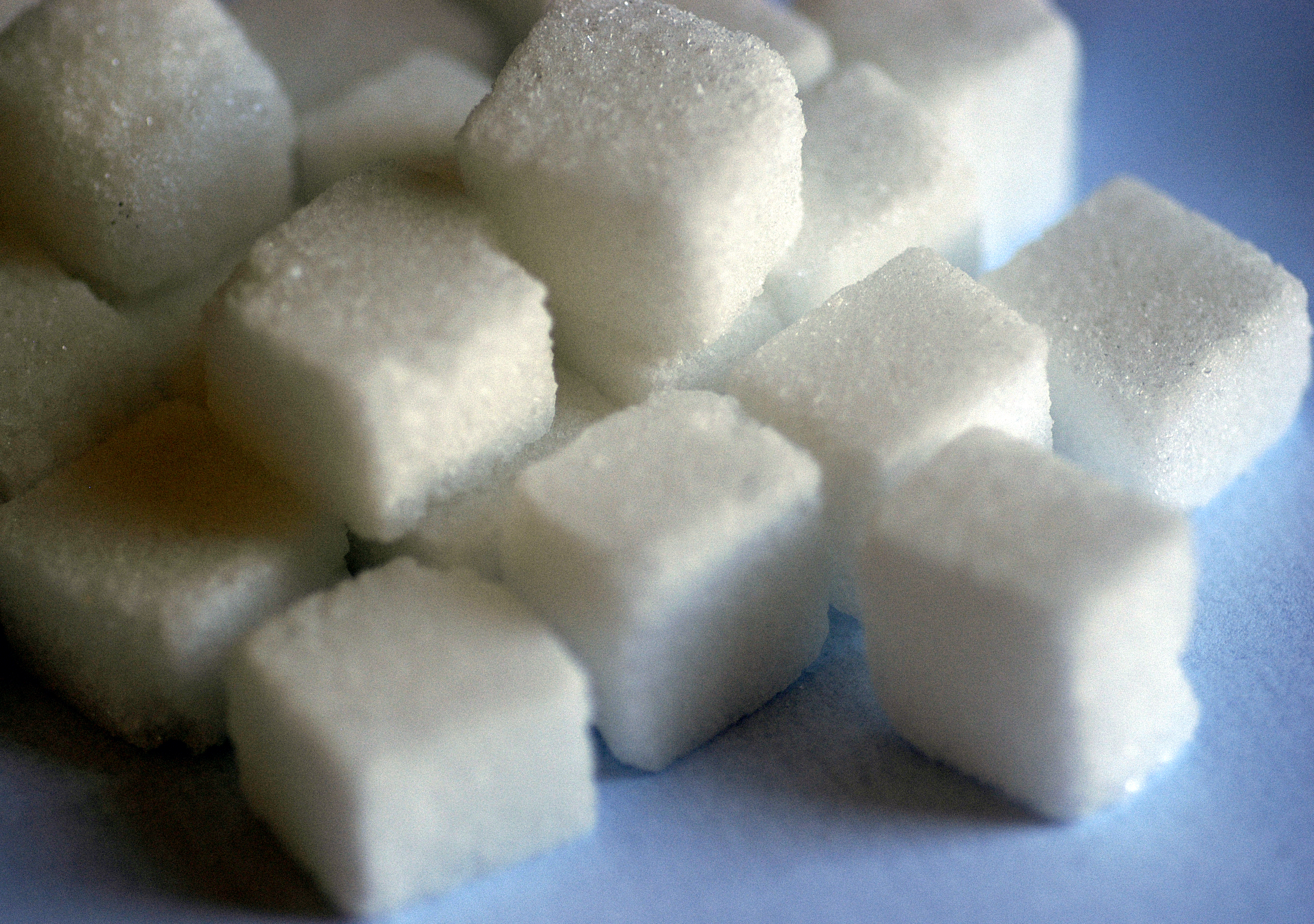

السعرات الحرارية الفارغة في مجال المصطلحات الغذائية العادية هو مقياس الطاقة القابلة للهضم في الأطعمة الغنية بالطاقة مع الأوضاع الغذائية السيئة، حيث إن معظم الطاقة تنتج عن الكربوهيدرات أو الدهون أو الإيثانول المعالج. وفضلاً عن أنها تعرف أيضًا باسم السعرات الحرارية التقديرية، فإن «السعرات الحرارية الفارغة» تتميز بنفس محتوى الطاقة الموجودة في السعرات الحرارية الأخرى لكنها تفتقر إلى العديد من المواد المغذية المصاحبة مثل الفيتامينات أوالمعادن الغذائية أومضادات الأكسدة أوالأحماض الأمينية أو الألياف الغذائية. على الرغم من أن الكربوهيدرات والدهون والماء تعتبر أيضًا من المواد المغذية، إلا أنه يتم تجاهلها بالنسبة لهذا التحليل باستثناء الأحماض الدهنية الأساسية.
يجب أن يكون مخزون السعرات الحرارية متناسبًا مع الحركة للحفاظ على الوزن المناسب، لذا يجب على من يعتمد نمط حياتهم على الجلوس كثيرا والأفراد الذين يتناولون سعرات حرارية قليلة في محاولة منهم لإنقاص أوزانهم يجب ألا يستبدلوا الأطعمة الغنية بالفيتامينات والمعادن بالأطعمة التي يوجد بها سعرات حرارية فارغة لأن تناول القليل من الفيتامينات والمعادن قد يؤدي إلى أمراض مزمنة. يعمل اختصاصيو الحمية الغذائية واختصاصيو التغذية بالوقاية من أو علاج الأمراض من خلال وضع برنامج لتناول الطعام إلى جانب التوصية بعمل تعديلات غذائية حسب احتياجات المريض. وللوقاية من الأمراض المزمنة والحفاظ على جهاز مناعي صحي، توصي الجمعية الأمريكية للحميات الغذائية بتناول مجموعة متنوعة من الأطعمة الغنية بالمواد المغذية كل يوم.
غالبا ما يُعتقد أن الأطعمة التالية تحتوي على سعرات حرارية فارغة وتؤدي إلى زيادة الوزن:
- الكيك والبسكويت والحلوى، والحلوى المسكرة، والآيس كريم والمشروبات الغازية ومشروبات الفاكهة والجيلو والأطعمة الأخرى التي تحتوي على سكر مضاف.
- منتجات الحبوب المعدلة وراثيًا مثل الخبز الأبيض أو الأرز الأبيض
- والسمن النباتي أو الدهن
- البيرة والخمر والمشروبات الكحولية الأخرى

| الجنس  | العمر (السن) | إجمالي الاحتياجات اليومية من السعرات الحرارية. الحد اليومي من السعرات الحرارية الفارغة بالنسبة للأشخاص الذين يشاركون في تمارين رياضية خفيفة لمدة 30 دقيقة أو أقل يوميا |     |
| ------ | ------------ | --- | --- |
| الذكور | 2-3          | 1000 | 135 |
| 4-8    | 1200-1400    | 120 |     |
| 9-13   | 1800         | 160 |     |
| 14-18  | 2200         | 265 |     |
| 19-30  | 2400         | 330 |     |
| 31-50  | 2200         | 265 |     |
| 51+    | 2000         | 260 |     |
| الإناث | 2-3          | 1000 | 135 |
| 4-8    | 1200-1400    | 120 |     |
| 9-13   | 1600         | 120 |     |
| 14-18  | 1800         | 160 |     |
| 19-30  | 2000         | 260 |     |
| 31-50  | 1800         | 160 |     |
| 51+    | 1600         | 120 |     |

## وصلات خارجية
- "Adequate Nutrients Within Calorie Needs". Dietary Guidelines for Americans 2005. مؤرشف من الأصل في 2019-07-16. اطلع عليه بتاريخ 2006-05-09.
- "Nutrient-dense food vs. empty-calorie food". Calorie Counter. مؤرشف من الأصل في 2012-05-08. اطلع عليه بتاريخ 2006-05-09.